# Harold A. Rosen
Harold A. Rosen (* 20. März 1926 in New Orleans; † 30. Januar 2017 in Santa Monica) war ein US-amerikanischer Elektroingenieur. Er wurde bekannt als Leiter der Entwicklung des ersten geostationären Satelliten bei Hughes Aircraft (Syncom 2 1963, Syncom 3, 1964).
Rosen studierte an der Tulane University Elektrotechnik mit dem Bachelor-Abschluss 1947 und am Caltech mit dem Master-Abschluss 1948 und der Promotion 1951. Danach arbeitete er für Raytheon an Raketensteuerungen für die Sparrow-Rakete. 1956 wechselte er zu Hughes Aircraft, wo er zunächst auch an Raketensteuerungen für Luftabwehr arbeitete, an Feuerleitsystemen und Radar. Zu Zeiten einer intensiven US-amerikanischen Aufholjagd nach dem Erfolg des ersten sowjetischen Sputnik wechselte Rosen zur Satellitenentwicklung und entwickelte die ersten geostationären Kommunikationssatelliten, einer alten Idee des Science-Fiction-Autors Arthur C. Clarke (1945) folgend. Zwar gab es dazu schon Entwürfe, sie waren aber zu schwer. Die wesentliche Idee von Rosen war, den Satelliten rotieren zu lassen (und dafür einen solargetriebenen Antrieb zu entwickeln), so dass sich seine Bahn stabilisierte. Beteiligt an der Kommunikationstechnik des Satelliten war auch John R. Pierce. Der erste Satellit Syncom 1 startete 1961, explodierte aber vor Erreichen der Umlaufbahn. Die Nachfolger Syncom 2 und 3 waren dagegen erfolgreich. Syncom 2 diente dem Telefonverkehr, Syncom 3 übertrug die ersten transatlantischen Fernsehbilder (von den Olympischen Spielen 1964). Rosen blieb bei Hughes Aircraft bis zu seiner Pensionierung 1992 und wurde dort Vizepräsident.
1982 erhielt er die IEEE Alexander Graham Bell Medal, 1995 den Charles-Stark-Draper-Preis (mit Pierce) und 1985 als einer der Ersten die National Medal of Technology and Innovation. 2003 wurde er in die National Inventors Hall of Fame aufgenommen.
1993 gründete er mit seinem Bruder Benjamin M. Rosen die Firma Rosen Motors, die Technologie für Hybridautos mit kleiner Gasturbine entwickelte, mit einem Schwungrad als Energiespeicher und Beschleunigungshilfe; dabei wurde Energie auch aus Bremsvorgängen gewonnen. 1997 wurde ein Prototyp erfolgreich getestet, eine Massenproduktion gelang jedoch nicht.
Rosen lebte zuletzt in Santa Monica. Er beriet Boeing bei Satellitensystemen. Am 30. Januar 2017 starb Rosen im Alter von 90 Jahren.